# 百年戦争の歴史 (1337-1360)

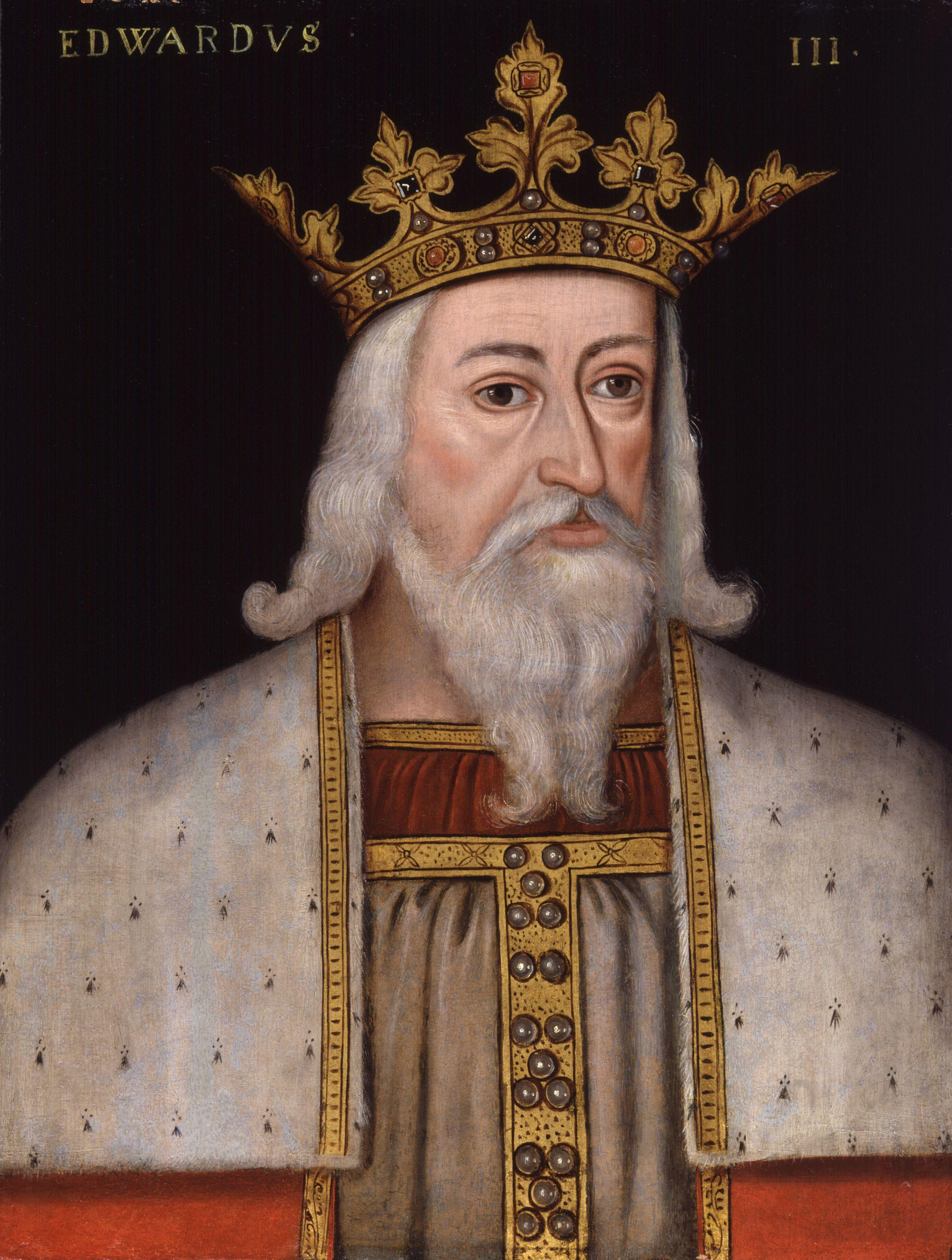
イングランド国王エドワード3世

この記事では、百年戦争（ひゃくねんせんそう）の第1段階（1337年 - 1360年）の歴史を扱う。宣戦から1360年のブレティニー条約までの23年間はクレシーの戦い、ポワティエの戦いに代表されるイングランド側の目覚ましい勝利であり、ポワティエの戦いではフランス王ジャン2世が捕虜となり、フランスはほとんど無政府状態となりジャックリーの乱などの内乱が起こった。フランスは屈辱的な平和条約（ブレティニー条約）を結んだが、その平和は9年間しか持続せず、フランスの巻き返しによる百年戦争第2段階が始まった。

## 低地諸国（1337年 - 1341年）
フランス、イングランド等が中央集権化を強めたのに対して、14世紀の神聖ローマ帝国は求心力を失っており、低地諸国（ネーデルラント）は事実上、独立領邦国家となっていた。これらの小君主はフランス王の影響力の増大に脅威を感じており、1337年8月に低地諸国の多くはイングランドと同盟を組んだが、イングランド王エドワード3世は莫大な支払いを約束しなければならなかった。
低地諸侯の中でフランドル伯はフランス王の封建臣下ではあるが、フランドルの毛織物産業はイングランドからの羊毛の輸入に頼っていたため、その立場は微妙だった。フランドル伯ルイ1世（ルイ・ド・ヌヴェール）は、以前にフランス王に民衆反乱を鎮圧してもらっていたので親フランスの立場であったが、彼の親フランス政策に対抗して、1336年にイングランドがフランドルへの羊毛の禁輸を決定すると、12月には経済状況の悪化に怒った手工業者たちが反乱を起こしフランドル伯を追放した。ヘントを中心とした自治政府が設立され、ヤコブ・ヴァン・アルテベルデが首班となった。フランス王フィリップ6世はフランドルに中立を約束させた。
イングランドの国内問題と財政難に阻まれ、エドワード3世がアントウェルペンに渡ったのは1338年7月であった。イングランドの国庫は空に近い状態であり、エドワード3世は同盟諸国に支払う資金を得るためにイタリアの銀行家（バルディやペルッツィなどの）や大小の金融業者から多額の借金をする必要があった。これらの資金調達のためにフランスへの侵攻は遅れた。
イングランドの侵攻の遅れに助けられ、フランスは資金を別の方向につぎ込むことができた。イングランドは統制の取れた艦隊を持っておらず、商船の寄せ集めに頼るしかなかったが、フランスはジェノヴァのガレー船を雇い、彼らを使ってイングランドの海岸地帯を襲撃した。プリマスは襲撃を受け、サザンプトンは略奪され、ガーンジー島は占領された。
1338年にはガスコーニュが攻撃を受けた。ガスコーニュの代官オリバー・インガムは有能な指揮官であったが、イングランドの援軍を期待できず、専守防衛を強いられることになった。1339年4月には重要なアジュネの城ペンやガロンヌのブライ、ブールの2つの市がフランスに占領され、ガスコーニュは北からの攻撃に晒されることになった。
1338年春までフランスの海上における攻撃は続いたが、イングランド側も備えを固め始めたため、しばしば撃退され戦果は上がらなくなった。8月になるとジェノヴァ艦隊内で分配金に関する争いから叛乱が起こり、ジェノヴァ艦隊の大部分はイタリアに戻った。
フランス艦隊の襲撃による被害はさほど大きくは無かったが、対策にかかる費用によりイングランドは他の戦線への資金を欠くようになり、スコットランドにおけるイングランド勢力の状況は非常に悪化した。8月にはスコットランド軍はフォース湾の北における最後のイングランド側拠点であるパースを奪回した。イタリアの銀行からの資金調達は限界に達し、エドワード3世はイングランドの大商人ウィリアム・ド・ラ・ポール（初代サフォーク伯マイケル・ド・ラ・ポールの父）からの高利の借金に頼らざるを得なくなった。
フランス侵攻計画の完全な崩壊を避けるためには、エドワード3世は戦果を上げる必要があった。9月にフランスに侵攻したが同盟軍はあまり当てにならず、カンブレー等、いくつかの地域を焼き払ったが、価値のある地点を占領できなかった。1339年10月23日にフィリップ6世に挑戦状を送りラ・シャペルでの決戦を迫ったが、フィリップ6世はこれを回避し、エドワード3世は撤退した。
1339年にはフランドルにおけるアルテベルデの権力は確立し、イングランドとフランドルの関係は一層親密になり、12月には正式に反仏同盟を結ぶ準備ができていた。しかし、中世の封建道徳では、神の恩寵を受けた正統な王に対する反抗は重大な罪と考えられたため、エドワード3世はフランドルとの同盟を確実にし、自らの反乱者と言う汚名を避けるために、1340年1月26日にヘントの市場においてフランス王たることを宣言した。まもなく王妃フィリッパをヘントに残してイングランドに戻り、議会対策に追われた。

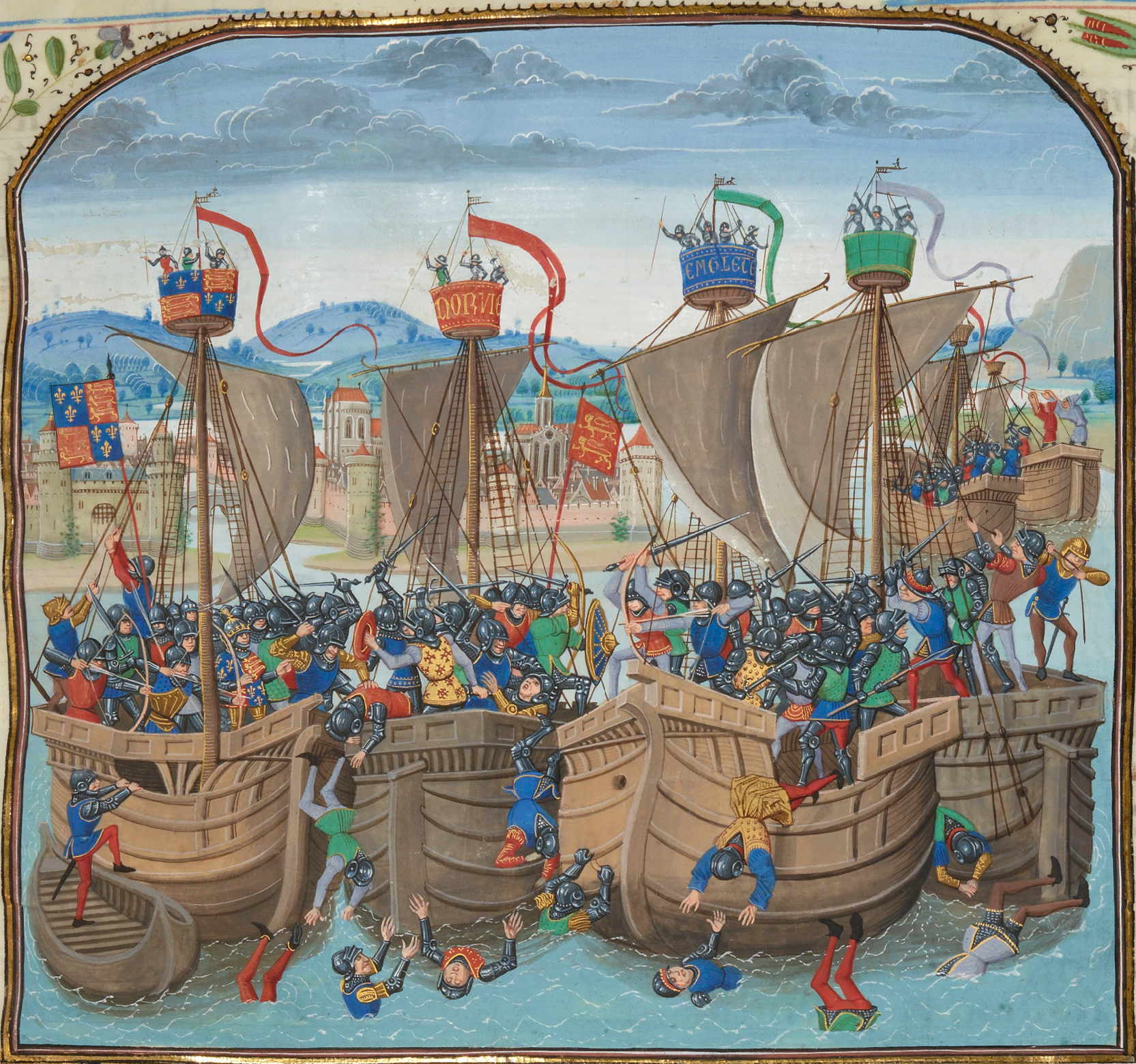
スロイスの海戦、フロワサールの年代記の挿絵

1340年になると海上の情勢は変化した。イングランドはジェノヴァに補償金を支払い、フランス海軍に参加しないよう工作した上で、1月にイングランド艦隊はブローニュを襲撃し、フランス艦隊のガレー船を焼き払った。イングランド同様に商船の寄せ集めとなったフランス艦隊は、次のイングランドの襲撃に備えてフランドルの海岸スロイスに集結した。6月24日にスロイスの海戦が起こり、フランス側の18,000人以上の将兵が戦死し、190隻の船が捕獲されて、フランス海軍はほぼ壊滅した。特に乗員の大部分を提供していたノルマンディーにとっては大打撃であり、これ以降、イギリス海峡の制海権はイングランドが握り、フランスのイングランド侵攻は妨げられることになった。
ガスコーニュにおけるイングランド軍もこれで一息つくことができた。フランス南西部の3人の有力貴族の内、アルマニャック伯ジャン1世とフォワ伯ガストン3世は長い間の仇敵同士で両者の戦闘が始まった。残るベルトラン・ダルブレは一族、味方を募って公然とイングランドに加担した。彼らの活動は、実際の領土の獲得には至らなかったが、戦闘地域は従来の範囲から拡大することになった。
1340年、フィリップ6世はイングランドの同盟者への攻撃を開始した。5月にエノーを攻撃したが、スロイスの海戦の敗北を聞いて、新たな脅威に対応しなければならなかった。
エドワード3世は軍を二手に分け、片方をロベール3世・ダルトワに率いさせアルトワを攻撃させたが、7月26日のサン・トメールの戦いに敗北し撤退した。一方、エドワード3世は自ら北フランスの大都市トゥルネーを攻撃したが、包囲は長期化した。9月にフィリップ6世の援軍が到着したため味方の戦意は低下し、9月25日に9ヶ月の休戦条約を結んだ。
休戦期間中に反フランス同盟軍は解体し、フランドル以外の低地諸侯軍は引き上げた。大金を費やした割には、さしたる戦果を上げることができず、イングランドでは反対意見が強まった。スコットランドの大部分は失われ、財政は破綻し、債権の支払いを拒否されたイタリアの銀行家達は破産した。

## マレトルワの休戦（1343年 - 1345年）
休戦期間が続いた公式の理由は、平和のための交渉が続けられたためとされたが、実際は両者共に疲弊していたためである。イングランドでは重税が課され、羊毛の取引は政府によって厳しく管理されていた。エドワード3世はこの間に莫大な借金の返済を少しずつ続けていた。
一方、フランスでもフィリップ6世は財政上の困難を感じていた。フランスでは、全国を管理する課税組織が無く、フランス王は個別に地域議会と課税に関して協議しなければならなかった。古くからの封建的慣習により、大部分の地域は休戦中の税の支払いを拒否した。このためフィリップ6世は貨幣の改鋳やその他の悪評を受ける手段を取らなければならなかった。また、フランスの貴族達はフィリップ6世の戦争の仕方に不満を抱いていた。彼らの目からは、エドワード3世の方が正統な王らしく堂々と侵攻し、フィリップ6世は戦闘を避けてばかりに写った。また、彼らの多くは戦争により破産状態にあったが、守りの戦争では略奪品を得られず、戦闘が無ければ身代金を得られないからである。
1343年にオリバー・インガムがイングランドに呼び戻され、代わりにニコラス・ビーチがガスコーニュ代官に任命された。彼は休戦を維持したが、平和を回復することはできなかった。ガスコーニュの豪族達は私戦は古来からの権利だと考えており、フランスの財政が逼迫する中で、戦争の一環として略奪を目的とした襲撃が公然と行われるようになった。最初の略奪団もこの頃に結成されている。これらの集団は名目上イングランドに従っている大規模な兵士の集団で、奇襲により地方の中心の街や城を奪取し、そこを根城に周辺地域の略奪を行い、略奪するものがなくなるとより豊かな地域に移動した。この戦法は、単に略奪した地域を疲弊させただけでなく、略奪を恐れて防衛を強化した地域からの中央政府への税金を滞らせるという効果もあった。

## イングランドの勝利（1345年 - 1351年）

前半における主要な戦場、スロイス、クレシー、カレー、ポワティエ、オーレ

1346年7月5日、エドワード3世はプリマスから750隻、7千から1万人の兵を連れて本格的な侵攻に乗り出した。最近プリンス・オブ・ウェールズとなった16歳の息子エドワード黒太子も同行した。7月12日にノルマンディーのコタンタン半島のラ・アグに上陸した。フロワサールの年代記には、上陸時の以下のようなエピソードが記述されている。
上陸時にエドワード3世が地面に躓いて倒れ鼻血を出したため、臣下達が悪い兆しだと心配したが、エドワード3世は「これは良い兆しだ。なぜなら大地が私を求めていたからだ」と答えたという。（大意）
イングランド軍がノルマンディーに上陸したのに対し、フィリップ6世は大軍を集結し始めていたが、エドワード3世は領土の占領はせず、略奪を続けながら低地諸国に向かって北上した。この行軍中にカーンの襲撃・略奪（カーンの戦いも参照）とブランシュタックの戦いに勝利している。最終的にフィリップ6世の追撃に対して戦闘態勢を整え、クレシーの戦いとなった。数的有利に立つフランス軍は繰り返し騎馬突撃によりイングランド軍を攻撃したが、ロングボウに阻まれ、大損害を出して撤退しなければならなかった。クレシーの戦いはフランス軍の大敗で終わった。
エドワード3世はイギリス海峡に面する港湾都市カレーを包囲し、1347年に陥落させた（カレー包囲戦）。同年にスコットランドにおいてはネヴィルズ・クロスの戦いの勝利によりデイヴィッド2世を捕虜とし、スコットランドの脅威を大幅に軽減した。
1348年に黒死病（ペスト）がヨーロッパ中に流行し、イングランド、フランスも大被害を受けたため、イングランドは更なる攻勢を取れず、フランスでは1350年にフィリップ6世が亡くなり、息子のジャン2世が跡を継いだ。

## フランス政府の崩壊（1351年 - 1360年）

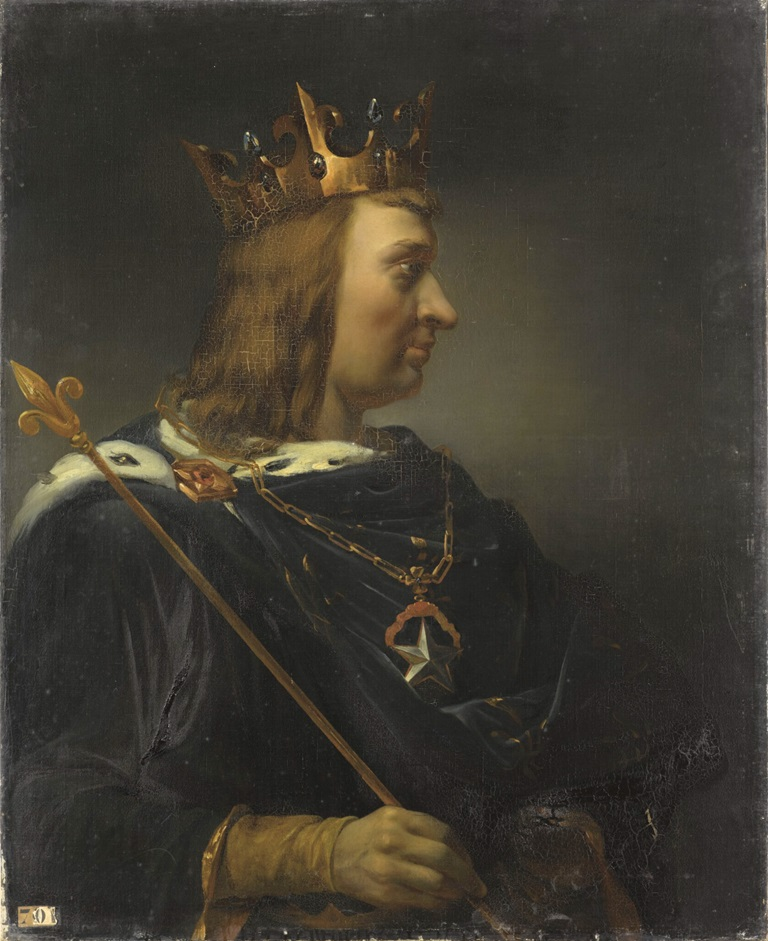
ジャン2世

ブルターニュでは小競り合いが続いており、中でも1351年に騎士道精神の華として有名な「30人の戦い」が起きている。これはイングランド、フランス両方から、それぞれ30人の騎士を出して戦ったもので、フランス側が勝ち多額の身代金を得ている。
黒死病の後、イングランドは財政的に回復し、1356年にエドワード黒太子はガスコーニュから侵攻を行い、ポワティエの戦いで勝利を収めた。再びイングランドのロングボウを活用した作戦とガスコーニュの騎士ジャン3世・ド・グライーがタイミング良く側面をついたことにより、フランス王ジャン2世と多くの貴族を捕獲することに成功した。ジャン2世が捕らわれたことでフランス政府の機能は崩壊し始めた。ジャン2世の身代金は200万エキュと定められたが、当人は自らの価値はもっと高いと不服を述べて、倍の400万エキュとなった。
1359年のロンドン条約により、400万エキュの身代金が決定され、ノルマンディー、ブルターニュ、アンジュー、メーヌとフランドルからスペインまでの全ての海岸部がイングランドに割譲され、アンジュー帝国が復活することになった。
1358年にジャックリーの乱と呼ばれた農民反乱が起こった。戦争による度重なる被害と地方貴族に対する憎悪によるもので、ギョーム・カルルに率いられた一団はボーヴェに始まり、周辺の村から参加者を集めながら、貴族や城を攻撃しながらパリに向かったが、その年の夏にメロの戦いに敗北し、叛乱は鎮圧され、報復の弾圧が続いた。同時期にパリで商人頭エティエンヌ・マルセルが反乱を起こしており、フランス王位を狙っているナバラ王カルロス2世（悪人王）と結ぶ動きを示していたが、同年に収束した。

ブレティニー条約後の状況赤がイングランド支配地域、ピンクが条約で割譲された領土

1359年に王太子シャルル（シャルル5世）が開いた三部会は、ロンドン条約の承認を拒否した。これを受けて、1359年10月にエドワード3世は、戴冠を目指し再びフランスに侵攻した。シャルル5世のフランス軍は野戦での戦闘を避けたが、イングランド軍はランスやパリを占領することはできなかった。このため、1360年5月にロンドン条約から大幅に条件を緩め、フランス王位の放棄と交換にアキテーヌとカレーの割譲及び300万エキュの身代金を中心とするブレティニー条約を結んだ。これは10月にカレー条約として正式に締結された。
ブレティニー条約の結果、幾人かの王族が代わりに人質になることで、ジャン2世は解放されてフランスに戻ったが、資金集めは難航した。このため人質の拘留は延長されたが、人質達は自由な行動が許されていたため、1363年に人質の1人でジャン2世の次男アンジュー公ルイ1世がフランスに逃げ戻った。ジャン2世は騎士道精神にあふれ、善良／お人良しと評された人物で、これを聞いて驚きと怒りを示し、自らの誓いと名誉を守るために、1364年にイングランドに戻った。ジャン2世はイングランドで騎士道精神に富んだ名誉を守る人物として称賛、歓迎され、その年に捕囚のまま亡くなった。